# Гоз
Гоз е село в Западна България. То се намира в община Брезник, област Перник.

## География
Село Гоз се намира в планински район.